# André Labatut
André Jean Labatut (Bordeaux, 18 luglio 1891 – Bordeaux, 30 settembre 1977) è stato uno schermidore francese, vincitore di due medaglie d'oro e due d'argento nella scherma ai giochi olimpici.